# Paige Greco
Pour les articles homonymes, voir Greco.
Paige Greco, née le 19 février 1997, est une coureuse cycliste handisport australienne. Elle est triple championne du monde (2019, 2020) et championne olympique (2021) de cyclisme sur piste.

## Jeunesse
Paige Greco est née avec une paralysie cérébrale qui affecte la partie droite de son corps.

## Carrière
Paige Greco commence le sport de haut-niveau en athlétisme handisport avant de se tourner vers le cyclisme en 2019. Cette année-là, aux championnats du monde 2019 (en) à Apeldoorn, elle remporte l'or sur la poursuite 3 km C3 et le contre-la-montre 500 m C3. Elle bat le record du monde de la poursuite en 4 min 0 s 206 et celui du contre-la-montre en 39 s 442. Elle est également médaillée d'argent sur le scratch féminin C3. Quelques semaines plus tard, Greco remporte l'or au contre-la-montre C3 aux Championnats du monde sur route.
L'année suivante, aux championnats du monde 2020 à Milton, elle remporte l'or sur la poursuite individuelle C3.
Lors du 1er jour des Jeux paralympiques d'été de 2020, elle remporte la première médaille d'or de ces Jeux en remportant la poursuite individuelle 3 000 m C1-3 en battant son propre record du monde de la distance en 3 min 53 s 283.

## Palmarès

### Jeux paralympiques
- médaille d'or en poursuite C1-3 aux Jeux paralympiques d'été de 2020 à Tokyo
- médaille de bronze en contre-la-montre C1-3 aux Jeux paralympiques d'été de 2020 à Tokyo

### Championnats du monde sur piste
- médaille d'or en poursuite 3 km C3 aux championnats du monde 2020 à Milton
- médaille d'or en poursuite 3 km C3 aux championnats du monde 2019 à Apeldoorn
- médaille d'or en contre-la-montre 500 m C3 aux championnats du monde 2019 à Apeldoorn
- médaille d'argent en scratch C3 aux championnats du monde 2019 à Apeldoorn
- médaille de bronze en poursuite C3 aux championnats du monde 2023 à Glasgow

### Championnats du monde sur route
- médaille d'or en contre-la-montre C3 aux championnats du monde 2019 à Emmen